# 危地馬石脂鯉
危地馬石脂鯉為輻鰭魚綱脂鯉目脂鯉亞目脂鯉科的其中一種熱帶淡水魚，其种加词“guatemalensis”意为“危地马拉的”。分布於中美洲墨西哥至巴拿馬東部淡水流域，體長可達59公分，棲息在海拔0-600公尺的湖泊、溪流，屬雜食性，以昆蟲及果實等為食，會在沙地掘洞築巢，可作為遊釣魚。